# 俾斯麦号护卫舰
俾斯麦号为德意志帝国海军建造的六艘俾斯麦级护卫舰的首舰，得名于德国宰相奥托·冯·俾斯麦。该级舰是在1870年代初作为海军大规模造舰计划的一部分而订购，旨在担任舰队侦察舰或前往德意志帝国感兴趣的海外地区执行长期任务。俾斯麦号于1875年11月开始在基尔的北德意志船厂铺设龙骨，1877年7月下水，至1878年8月交付使用。为了在海外进行长途航行，该舰配备了一套全帆装索具，以便在燃煤缺乏的情况作为蒸汽机的补充。它装备有十六门150毫米箍炮，最初被定型为盖甲板护卫舰，自1884年起又重归类为巡洋巡防舰。
俾斯麦号执行过两次主要的海外巡航，第一次是在1878年底到1880年底，该舰到访了南美洲港口，并在中太平洋巡逻，当时德国在那里有经济利益，但没有正式的殖民地。在这次航行中，它干涉了萨摩亚内政，并在太平洋战争期间保护了德国在南美的利益。回到德国后，该舰进行了大修，并换装了新的舰炮。1883年，俾斯麦号获重新启用，当时德国准备参与瓜分非洲。第二次海外部署从1884年持续到1886年，即德国开始攫取非洲和太平洋殖民地的时期；它密切参与了1884年对喀麦隆的收购、1885年至1886年德属东非边界的划定，以及1887年德国对萨摩亚内战的干预。在整个海外之旅中，俾斯麦号都是担任爱德华·冯·克诺尔及其继任者卡尔·爱德华·霍伊斯纳麾下的海外巡洋分舰队的旗舰。1888年返回德国后，俾斯麦号于1891年退役，并从海军名录中除籍，此后一直充当宿营船，直至1920年拆解报废。

## 设计
1870年至1871年的普法战争后，新成立的德意志帝国海军开始了一项旨在加强舰队实力的扩张规划。海军司令部明确现代蒸汽护卫舰对于舰队侦察以及保护德国在海外利益的长期巡逻任务而言是必要的。俾斯麦级的六艘舰于1870年代初订购，以补充德国的巡洋军舰队伍，而当时德国的巡洋舰队只能依赖于几艘已有二十年舰龄的船具。
俾斯麦号的水线长和全长分别为72.2米和82.5米，有13.7米的舷宽以及5.68米的前吃水和6.18米的后吃水；其设计排水量为2,856吨，满载时则可达3,386吨。标准船员编制为18名军官和386名水兵。该舰由一台卧式三缸单胀往复式蒸汽机提供动力，用以驱动一副直径为5.2米的双叶螺旋桨；蒸汽则由四台卧式燃煤箱型火管锅炉供应，这使得它在2,530匹公制馬力（1,860千瓦特）额定功率下的最高航速可达12.5節（23.2每小時），并且能够以9節（17每小時）的速度连续航行2,380海里（4,410）。作为在长途航行期间对蒸汽机的辅助动力，俾斯麦号还配备有一套总帆面积为2,210平方米的全帆装索具，但后期有所削减。
俾斯麦号装备有十六门150毫米22倍径后装式箍炮作为主炮，合共配备1,660发弹药。辅助武器方面，该舰还装备有两门88毫米30倍径速射炮和六门哈乞开斯37毫米转膛炮。另有两具350毫米鱼雷发射管安装在水线上方的发射支架上。

## 服役历史
1875年11月，俾斯麦号的龙骨开始在基尔的北德意志船厂铺设龙骨，合同代号为“B”，表明它是新增编入舰队的成员，而非某艘在役舰艇的代用品。完工后的舰体于1877年7月25日下水，并由时任帝国海军部长的海军上将阿尔布雷希特·冯·施托施主持为舰只冠以俾斯麦之名。该舰于1878年8月27日投入运行，随后展开海试。相关工作于10月1日完结，当时俾斯麦号正式入役用于海外部署，并受命前往威廉港接受为执行这项任务的舾装。

### 第一次海外部署

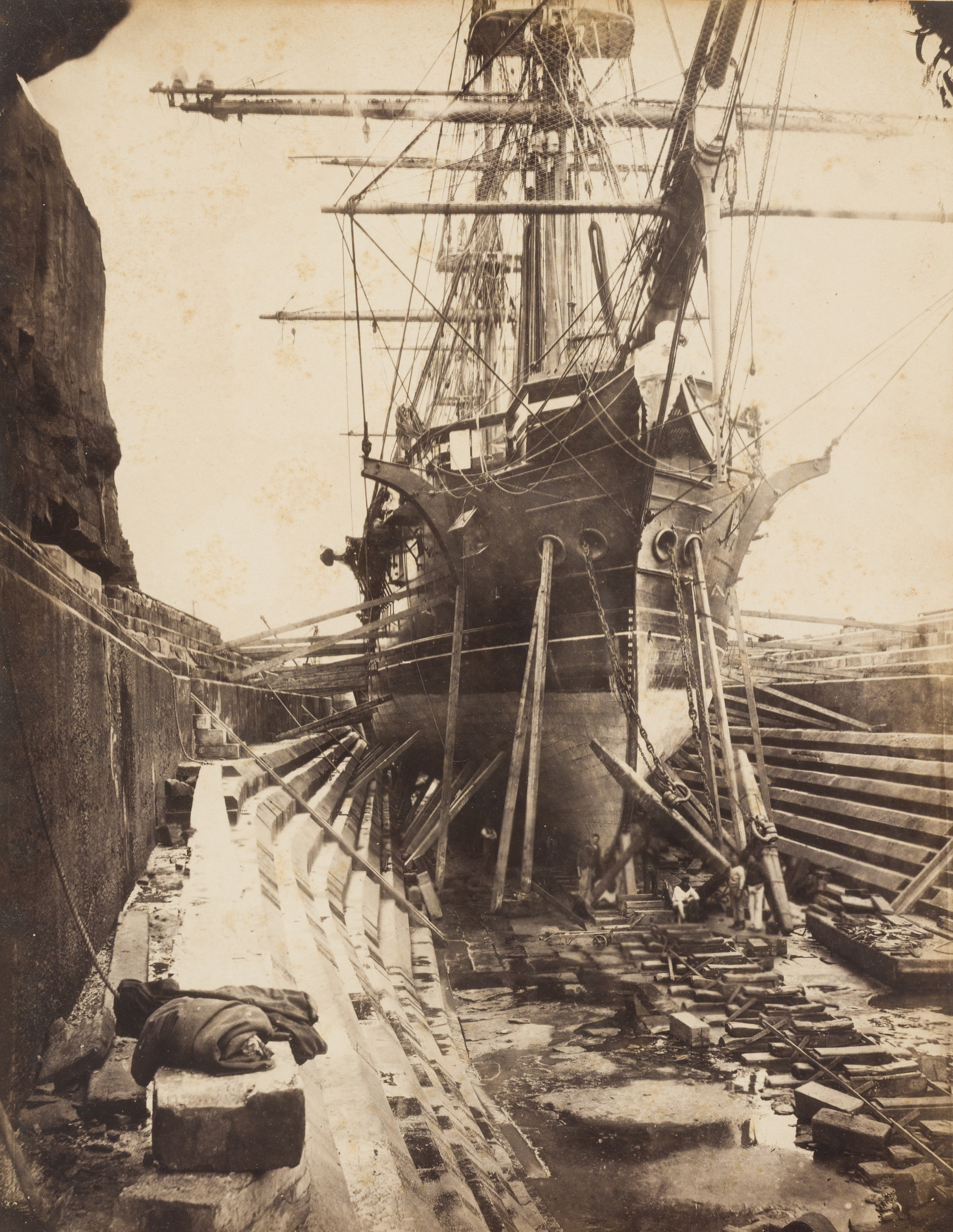
俾斯麦号在悉尼的旱坞

俾斯麦号于1878年11月22日在海军上校卡尔·奥古斯特·戴恩哈德的指挥下离开威廉港，横渡大西洋，于1879年1月12日至20日到访乌拉圭的蒙得维的亚，继而穿过麦哲伦海峡进入太平洋，在智利的瓦尔帕莱索停留。在当地进行了海道测量后，该舰继续其太平洋之旅，分别访问了社会群岛的赖阿特阿岛、波拉波拉岛和胡阿希内岛。在那里，戴恩哈德代表德国与当地统治者缔结了友好条约，该条约是在塔希提岛帕皮提的德国公使馆签署。5月19日，俾斯麦号抵达萨摩亚的阿皮亚，接替了此前驻扎在当地的平甲板护卫舰阿里阿德涅号，后者在补充了食物、燃料和其他物资后开始返回德国。
1879年5月22日，俾斯麦号开始绕太平洋中部岛屿航行，以便使船员熟悉该地区的情况。随着另一艘担任驻地舰的炮舰信天翁号也于7月30日抵达太平洋中部，使俾斯麦号得以于8月8日驶往澳大利亚的悉尼接受必要的大修。检修工作完成后，该舰被紧急召回萨摩亚，因为岛上的动乱威胁到了德国商人的安全。11月1日，它载着新近任命的德国驻萨摩亚公使从汤加塔布岛前往阿皮亚。俾斯麦号随后航行到奥瓦劳岛的莱武卡补充燃煤储备，继而返回萨摩亚。由于对萨摩亚感兴趣的德、美、英三个大国就该群岛的利益发生了殖民冲突，俾斯麦号遂连同另一艘炮舰鹦鹉螺号代表德国在当地进行力量投射，以迫使竞争派系承认德国人扶持的塔拉沃是所有萨摩亚人的统治者（“马列托阿”），这最终通过三国于12月15日在俾斯麦号舰上签署相应的声明得到实现。
由于8名船员于1880年初因热带疾病而在俾斯麦号舰上死亡，海军部决定将该舰召回德国。1月26日，俾斯麦号离开阿皮亚，当到达莱武卡加煤后，它因一场强烈风暴而受损，迫使其返回悉尼维修。在维修期间，海军部改变了原来的路线，命令该舰前往南美洲西岸，以支援在太平洋战争中保护德国在该地区利益的铁甲舰汉萨号。抵达那里后，俾斯麦号于5月26日至7月12日在智利和秘鲁港口巡逻；7月18日，它从智利启程，绕过合恩角，穿过麦哲伦海峡的暴风雨。该舰继而在福克兰群岛的斯坦利港经停，然后前往普利茅斯，最终于9月30日抵达威廉港。在那里，它于10月12日退役；而舰只得名者、德国宰相奥托·冯·俾斯麦则邀请舰长戴恩哈德前往其位于福庐的庄园，向他通报是次航行的情况。

### 第二次海外部署

#### 1884－1885年，西非行动

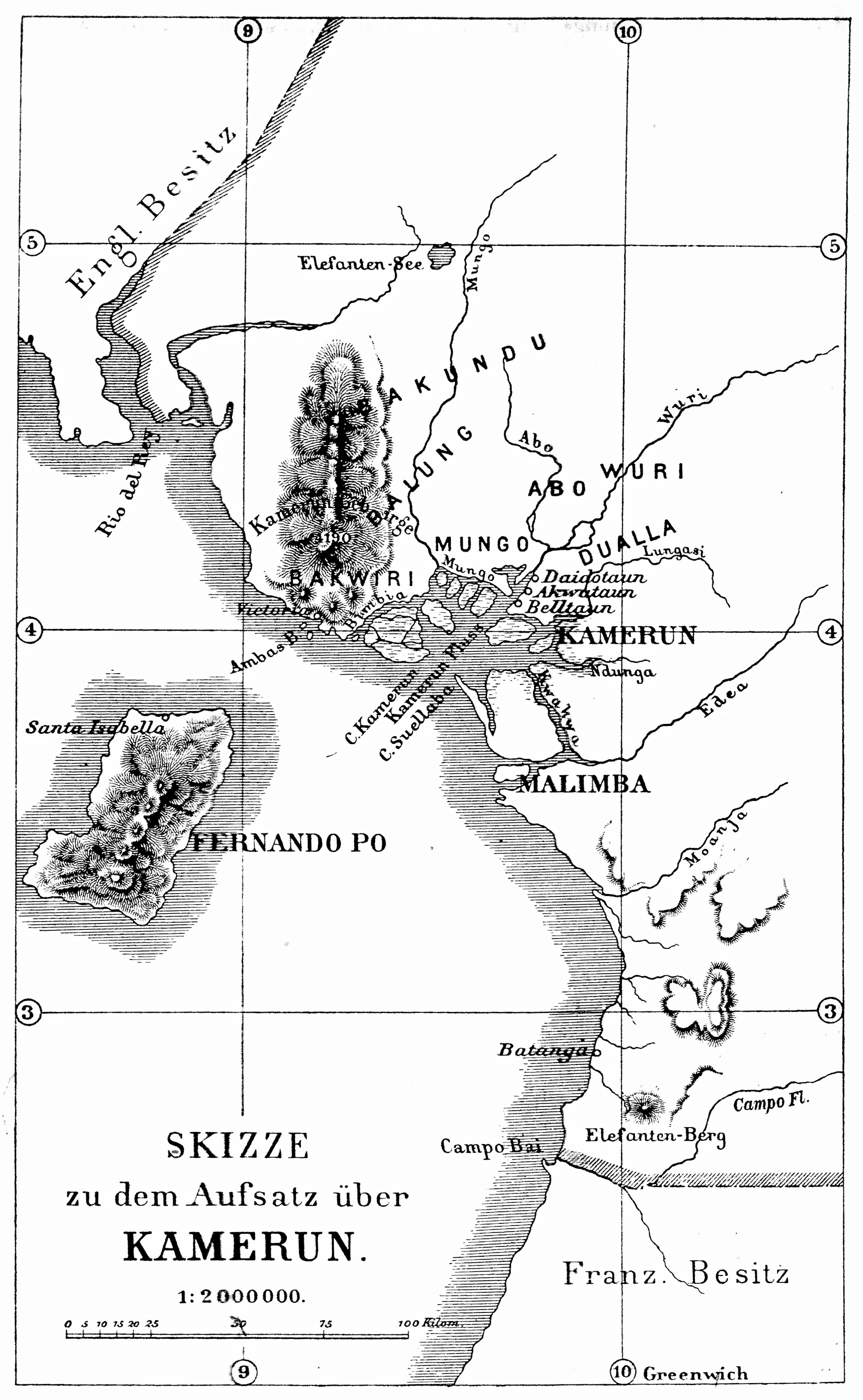
1887年的喀麦隆地图，被标记为Doualla的区域是俾斯号麦对敌视德国统治的当地人采取行动的地点

1881年初，俾斯麦号驶入威廉港帝国船厂，对其推进系统进行了全面检修。正是在这次厂修中，它在舰艏安装了鱼雷发射管，并将原来的150毫米箍炮换成了相同口径、但更具现代化的速射炮。1882年6月，由于英埃战争引发紧张局势，该舰被临时重启并投入预备役待命，导致因应改造所需的一系列海试直至1883年8月2日至13日才进行。与同级的其余五艘姊妹舰一样，俾斯麦号于1884年获重新归类为巡洋巡防舰。到1880年代中期，欧洲列强开始瓜分非洲，包括延岑与托尔梅伦和沃尔曼航运在内的德国公司也开始向德国政府施压，要求获得尤其是西非地区的殖民地。这些企业试图利用当地统治者对该地区德国商人的袭击来说服政府采取保护措施，并将该地区置于德国控制之下。由于这些事件，宰相俾斯麦尽管长期无意海外殖民，仍决定派遣一支分舰队到比亚法拉湾，以更好地保护德国的利益。
1884年9月17日，德国海军部组建了西非巡洋分舰队，由海军少将爱德华·冯·克诺尔指挥，以增援在西非担任驻地舰的炮舰海鸥号。10月15日，克诺尔在俾斯麦号舰上升起了他的将旗，此时的分舰队成员还包括俾斯麦号的姊妹舰格奈森瑙号以及巡洋护卫舰奥尔加号和阿里阿德涅号。这四艘舰于10月30日离开德国。而为了在缺乏港口设施的偏远地区为分舰队提供补给，海军还征用了民用轮船雕号（Adler）充当供应船和医疗船同行。在途中，阿里阿德涅号被派往佛得角，格奈森瑙号则被转移至东非，因为有报告显示西非的局势已经平静下来。俾斯麦号和奥尔加号于12月17日抵达武里河。就在它们抵达前不久，两个反德组织烧毁了一个亲德部落的村庄，克诺尔决定进行干预。
克诺尔立即从俾斯麦号和奥尔加号抽调出一支由大约300人组成的登陆队上岸，逮捕反德部落的领导人，并摧毁他们的村庄。12月20日上岸的俾斯麦号部队携带了两门野战炮，口径为一门88毫米、另一门37毫米。他们在山核桃镇以北登陆，而奥尔加号的士兵则带着一门88毫米炮从村庄以南登陆。德军一路杀入该镇，迫使当地军队撤退到红树林中，在那里他们不容易被追击。在行动进行期间，克诺尔又收到消息称，其他怀有敌意的当地人袭击了延岑与托尔梅伦在乔斯镇经营的贸易站，并俘虏了该公司的当地经理，该经理后来遇害。克诺尔遂派奥尔加号驶向上游炮击敌方阵地。至12月22日，登陆部队返回各自舰只，奥尔加号舰上有1人阵亡，两艘舰共有8人负伤，并有许多参战者感染了疟疾。
俾斯麦号和奥尔加号一直驻留在该地区到1885年，而动乱已于1月得到镇压。3月，德国人成功地迫使当地统治者交出杀害延岑与托尔梅伦经理的凶手，并将其处决。之后，克诺尔将已于去年12月31日抵达该地区的海鸥号号派遣到东非与格奈森瑙号会合，而奥尔加号也在接替它的炮舰苍鹰号于3月31日抵达后，得以连同雕号结伴返回德国。克诺尔还曾临时调派海鸥号将德国驻西非专员古斯塔夫·纳赫蒂加尔送回德国；但由于纳赫蒂加尔病情严重，在途中便已去世，使得海鸥号得以按照原计划前往东非。在此期间，俾斯麦号继续在喀麦隆巡逻，插旗划地并侦察腹地。7月7日，当首任德属喀麦隆总督尤利乌斯·冯·索登抵达后，克诺尔才得以将整个分舰队转移至东非。与此同时，俾斯麦号在武里河三角洲进行了测绘工作，并协助标记了德属多哥兰与法属达荷美之间的官方边界。而第二驻地舰、炮舰独眼巨人号这时也已抵达西非。

#### 1885－1886年，东非及太平洋中部
1885年7月7日，俾斯麦号离开西非，途经葡属安哥拉的圣保罗德罗安达和此时已被纳入德属西南非洲版图的吕德里茨湾，驶抵开普敦进行大修。在那里，俾斯麦号再次与雕号会合，后者重新被海军征用为供应船。在与桑给巴尔苏丹巴伽什·本·赛义德进行的复杂谈判过程中，克诺尔奉命利用巡洋舰中队加强德国的阵地，因巴伽什曾对德国宣布为德属东非保护国的主张提出异议。俾斯麦号携雕号于8月5日从开普敦出发，至8月19日抵达桑给巴尔外海，在当地与格奈森瑙号、施托施号、阿达尔贝特亲王号、伊丽莎白号和海鸥号会合，从而改称“东非巡洋舰分舰队”。
指挥施托施号的海军准将卡尔·帕申在克诺尔到达时已经迫使苏丹同意了德国的要求，只剩下签署正式协议的程序；12月12日，克诺尔在俾斯麦号舰上签署了友好条约。与此同时，他允许施托施号、阿达尔贝特亲王号与雕号一同返回德国。因此到1885年底，克诺尔的部队成员包括俾斯麦号、格奈森瑙号、海鸥号、奥尔加号和炮舰鬣狗号，其中奥尔加号是从西非驶来，鬣狗号则是从太平洋中部驶来加入的。任务结束后，东非巡洋分舰队于1886年1月9日解散，格奈森瑙号号奉命归国（后改为去往东亚），海鸥号和鬣狗号作为驻地舰留在非洲水域，克诺尔则率俾斯麦号、格奈森瑙号和奥尔加号共同前往澳大利亚。
由于海军部决定加强德国在德属新几内亚新获得的领土上的兵力，三艘舰遂于1886年1月9日离开桑给巴尔岛，穿过印度洋，于2月28日抵达悉尼。它们随后经奥克兰和汤加群岛前往萨摩亚，当时那里正在爆发内战。图普阿·塔马塞塞·蒂蒂玛亚是争夺权力的萨摩亚酋长之一，他试图说服克诺尔和德国领事支持其派系，但没有成功。然而，克诺尔并未进行干预，而是于5月初航行到马绍尔群岛，在那里与鹦鹉螺号会合。俾斯麦号在马朱罗停留并举行阅舰式，然后与奥尔加号一同航行至新几内亚。
在新几内亚的马图皮港，一名德国人在那里被谋杀，克诺尔遂派遣登陆队上岸惩罚那些应为杀戮负责的人。俾斯麦号随后独自航行至芬什港，而奥尔加号则前往新梅克伦堡岛。7月23日，两舰在香港再度碰面，它们还在那里与炮舰鹦鹉螺号、狼号和准备轮替格奈森瑙号的巡洋护卫舰卡罗拉号会合。8月21日，舰只被分散到各个港口展示国力，其中俾斯麦号和卡罗拉号前往中国的旅顺港。在船员中爆发了几起斑疹伤寒病例后，它们又驶至长崎，在那里对生病的船员进行治疗。
在长崎逗留期间，克诺尔又接到命令率分舰队返回东非，以处理10月29日与伦敦方面签订的条约中所商定的边界问题。桑给巴尔苏丹巴伽什再次提出了相反的边界要求，这需要解决，而德国探险家卡尔·路德维希·于尔克在当地遇害，也需要军事回应。克诺尔遂抽调走了所有的大型军舰，仅留下炮舰在东亚。当俾斯麦号、奥尔加号和卡罗拉号于12月14日抵达桑给巴尔后，它们与巡洋护卫舰索菲号以及炮舰海鸥和鬣狗号会合。克诺尔派奥尔加号、卡罗拉号和鬣狗号前往维图兰插旗划界，然后去基斯马尤押送杀害于尔克的凶手，而其余舰只则留在桑给巴尔解决与巴伽什的分歧。当这些问题最终尘埃落定，克诺尔便分散他的舰艇在德属殖民地沿岸巡逻并展开勘测，惟俾斯麦号一直驻留在桑给巴尔至1887年3月。随后，由于德国与法国之间日益紧张的关系，促使海军部命令克诺尔的分舰队前往开普敦，因为那里更靠近与法国殖民地接壤的西非德国属地。

#### 1887－1920年，太平洋中部及结局

欧洲列强在太平洋的殖民地版图

从1887年3月15日至5月7日，俾斯麦号及分舰队余部一直驻留在开普敦，那时紧张局势已经有所缓和；在此期间，克诺尔于4月15日将分舰队的指挥权移交给海军上校卡尔·爱德华·霍伊斯纳，后者继续使用俾斯麦号作为旗舰。霍伊斯纳奉命重返太平洋中部地区，分舰队遂于于5月7日离开开普敦，至6月9日抵达悉尼，在那里它们与正准备返回德国却因发动机故障而滞留的炮舰信天翁号会合。炮舰雕号号随后加入分舰队，并一同参加了当地为纪念英国维多利亚女王在位40周年的庆祝活动。分舰队随后于8月3日离开悉尼前往阿皮亚，并于16天后抵达。那里的萨摩亚内战仍在持续，而劳佩帕派系的支持者对德国公民发动袭击导致了局势升级。8月25日，霍伊斯纳派出一支500人的登陆部队上岸，占领了岛上的政府大楼。德国人还正式宣布承认塔马塞塞为合法的马列托阿。
劳佩帕向德军投降，他先是被雕号带到澳大利亚的库克敦，并在那里转移到信天翁号，由后者将他流放至喀麦隆。俾斯麦号、卡罗拉号和索菲号随后航行前往威廉皇帝领，而奥尔加号和雕号则留守阿皮亚，以防发生进一步的动乱。1887年末，分舰队已巡航至东亚水域，并于1888年1月6日抵达香港，与炮舰狼号和鸡貂号会合。俾斯麦号于3月7日前往长崎接受检修；在这项工作期间，霍伊斯纳接到命令需要将分舰队带回东非，并让已作为分舰队旗舰在海外服役了三年半的俾斯麦号返回德国。7月16日，俾斯麦号来到亚丁，在当地与轮替它的巡洋巡防舰莱比锡号会合，并被正式解除旗舰职责。翌日，该舰开始启程回国，于8月19日抵达亚德湾。
俾斯麦号于1888年9月1日退役，原计划在次年进行一次大修，但未能实现。1891年9月21日，它正式从海军名录中除籍，之后充当驻威廉港的第二鱼雷艇支队的宿营船。1903年，为了更有效地发挥宿营船的作用，它进行了相应重建，并以此功能运用至1920年才出售报废，最终在吕斯特林根拆解。根据海军历史学家汉斯·希尔德布兰德、阿尔贝特·勒尔和汉斯-奥托·施泰因梅茨的说法，这艘入役仅十二年的舰船实际上没有正当理由退役，其舰体可以一直留用到1920年便证明了这一点。他们推测，这一决定是由德皇威廉二世做出的，他打算以此来贬低该舰的得名者，因两人存在严重的政见分歧。尽管如此，在1895年4月1日，即俾斯麦80岁寿辰当天，海军部还是送给了他一份用俾斯麦号主桅上的木头制成的礼物。